# Mangaone (rivière de Manawatu-Wanganui)

La rivière Mangaone  (en anglais : Mangaone River)  est un cours d’eau de la région de Manawatu-Wanganui située dans l’Île du Nord de la Nouvelle-Zélande. 

## Géographie
Prenant naissance sur les pentes du ‘Mont Baker’, elle s’écoule vers le nord et ensuite le nord- est  pour rencontrer la rivière Tiraumea à 2 km au sud du village de ‘Kaitawa’
(en) Land Information New Zealand, « détail emplacement: Mangaone (rivière de Manawatu-Wanganui) », sur New Zealand Gazetteer